# Arnold W. Ellis
Arnold W. Ellis  fue un horticultor rosalista estadounidense que creó nuevos híbridos de rosas modernas.

## Historia
Herbert C. Swim trabajó con cruces del grupo Híbrido de té, Floribunda y trabajó en colaboración con Swim consiguiendo algunas patentes de rosas conjuntamente.
De su colaboración con Swim, ambos trabajando como hibridadores de los viveros «Armstrong Nurseries», se consiguió el obtentor 'Double Delight' Swim & Ellis 1977, bicolor de color carmesí en los extremos de los pétalos y color mezcla de albaricoques en el interior, que fue votada como rosa favorita del mundo «The World's Favorite Rose»  en 1985.
Aunque la mayoría de las rosas se desvanecen o iluminan algo en mayor o menor luz, sin embargo en otras se observan unas extraordinarias cualidades tanto fototrópicas como termotrópicas. 'Double Delight' es un híbrido de té intensamente fragante rosa que se introdujo en 1977, creado por Herbert C. Swim y Arnold W. Ellis por el cruce de los híbrido de té 'Garden Party' y 'Granada'. 
'Double Delight' fue añadido en el "Rose Hall of Fame" en 1985 como una de las rosas más populares en el mundo. Al principio, se pensaba que era solamente otra rosa blanca más, y 'Double Delight' casi fue desechada. Pero pronto se revelaron sus cualidades fototrópicas al observar que las flores se ponen rojas en el sol. Creadores modernos como John y Robyn Sheldon están trabajando para captar las cualidades fototrópicas de 'Double Delight' y otras rosas en sus áreas de reproducción programada.

## Selección de cultivares
Algunas de las variedades de Grandiflora y obtentores conseguidos por Arnold W. Ellis : 

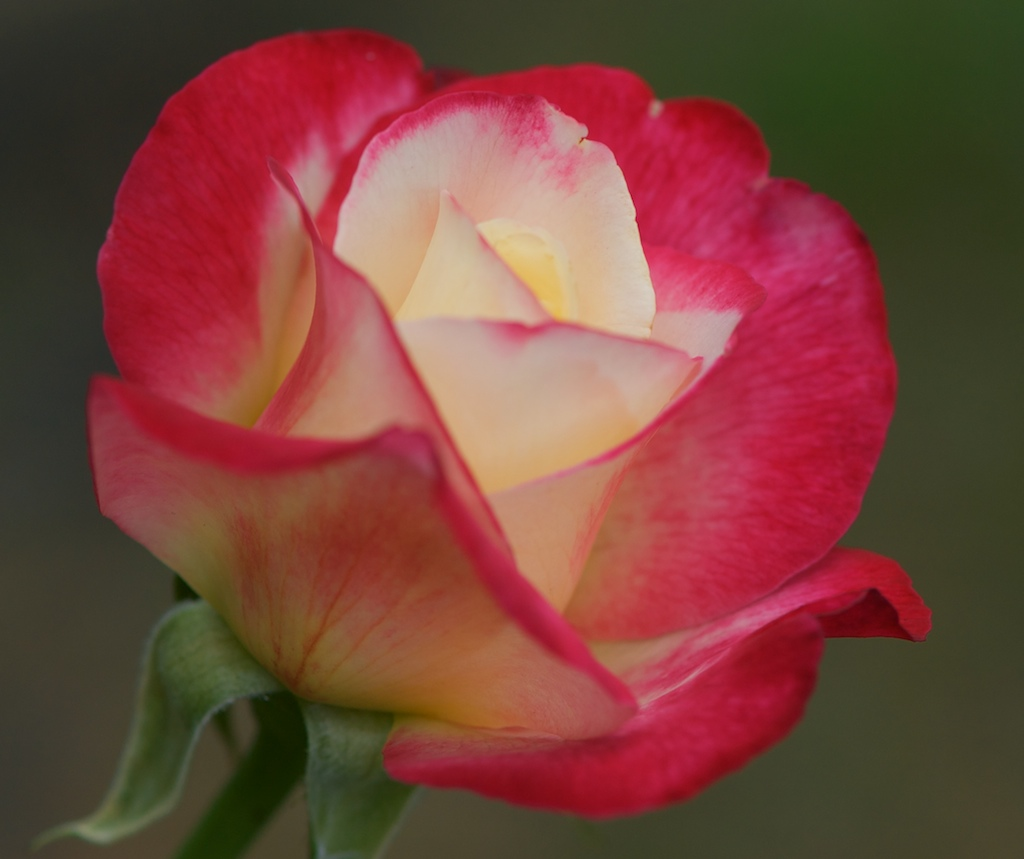
Rosa Tudor 'Double Delight', Swim & Ellis 1977.